# (9194) Ananoff
(9194) Ananoff est un astéroïde de la ceinture principale.

## Description
(9194) Ananoff est un astéroïde de la ceinture principale. Il fut découvert le 26 juillet 1992 à La Silla par Eric Walter Elst. Il présente une orbite caractérisée par un demi-grand axe de 2,32 UA, une excentricité de 0,09 et une inclinaison de 8,6° par rapport à l'écliptique.

## Compléments